# 念佛宗ナーランダ僧院
念佛宗ナーランダ僧院（ナーランダそういん、Nalanda Mahavihara）は、1600年前にインドで1万人の学僧が学び、「西遊記」の三蔵法師のモデルになった唐代の高僧玄奘三蔵も学んだとされる仏教の最高学府、ナーランダ僧院を現代に再現することを目的として、日本の兵庫県加東市に建立された施設である。「世界の全仏教徒のための聖地」と駐日タイ王国大使館、駐日カンボジア大使館、在大阪ベトナム総領事館が主張する「佛教之王堂」に隣接している。インドに2014年に設立された新ナーランダ大学とは異なる。

## 概要
第4回全世界仏教サミット（2005年11月開催）において、23か国の仏教指導者により、ナーランダ僧院を加東市の「佛教之王堂」の隣接地に建立することが決議された。かつてインドにあったナーランダ僧院を日本に建立することは「仏教は東の果ての地にて栄える」という釈迦の予言に基づいている。
地鎮式（2008年11月開催）にて、主賓のカンボジア王国ノロドム・シアヌーク前国王により、再建発願文への署名がなされた。世界32か国の仏教指導者、王室、政府高官、文化人が来賓として参列した。起工式（2010年10月開催）にて、主賓のタイ王国マハー・チャクリ・シリントーン王女により、杭打の儀が行われた。世界13か国の駐日特命全権大使が来賓として参列した。
2023年9月13日、ナーランダ僧院落慶式典が開催され、主賓のタイ王国シリントーン王女らによる除幕式が行われるとともに、浄土宗特別寺院誕生寺の住職、兵庫県加東市市長、岡山県美作市市長、前兵庫県知事、カンボジア王国やブータン王国の王族、各国の駐日特命全権大使によるテープカットが行われた。参列者は約3300人。シリントーン王女は「世界仏教徒の800年来の悲願だった。美しく壮大な殿堂の竣工は、このうえなく素晴らしきこと」とメッセージを寄せた。

## 施設
遺跡を基に、教室や講堂、多数の宗派の書物を集めた図書館など、石造りの建物群を再現し、2020年に建物が完成、2023年に落慶した。
- 二重橋 - 高欄に釈迦十大弟子の彫刻が配されている。
- 本部棟 - 鉄骨大理石造りの６階建て。釈迦像を安置したドーム、研修室などを備え、随所に意匠が施されている。[7][9]
- 七葉窟大講堂（カンボジア王国ノロドム・シハモニ国王陛下記念講堂） - 施設名称は、インドの古代都市、王舎城の黄河にそびえる岩山の中腹にある、七つに枝分かれした洞窟「七葉窟」に由来している。七葉窟は、釈迦滅後、仏弟子が経典の編纂のために結集した場所とされ、当施設は、世界各地の経典を結集することを理念としている[10]。落慶式典（2018年4月開催）には、カンボジア王国のノロドム・シハモニ国王が参列した[11]。
- 王本殿[10]